# Canon EOS 1000D
|  | No s'ha de confondre amb Canon EOS 1000. |

La Canon EOS 1000D és una càmera rèflex digital de 10,1 megapíxels anunciada per Canon el 10 de juny de 2008 i comercialitzada a mitjans d'agost del mateix any a 750€ amb el 18-55mm IS. És coneguda com EOS Kiss F al Japó i com EOS Rebel XS als Estats Units i el Canadà. La 1000D és una càmera DSLR per a principiants i va ser anunciada com el pas anterior a la Canon 450D.
La càmera en qüestió, comparteix característiques amb la 450D. Ofereix Live View, el processador d'imatge DIGIC III i suport per a SDHC. No obstant això, té set punts d'enfocament (en comptes dels nou de la 450D) i no té mesurament puntual de llum. La 1000D és el segon model de Cànon EOS (després de la 450D) que usa exclusivament targetes SD i SDHC en comptes de CompactFlash.
Aquest model va ser substituït per la Canon EOS 1100D.

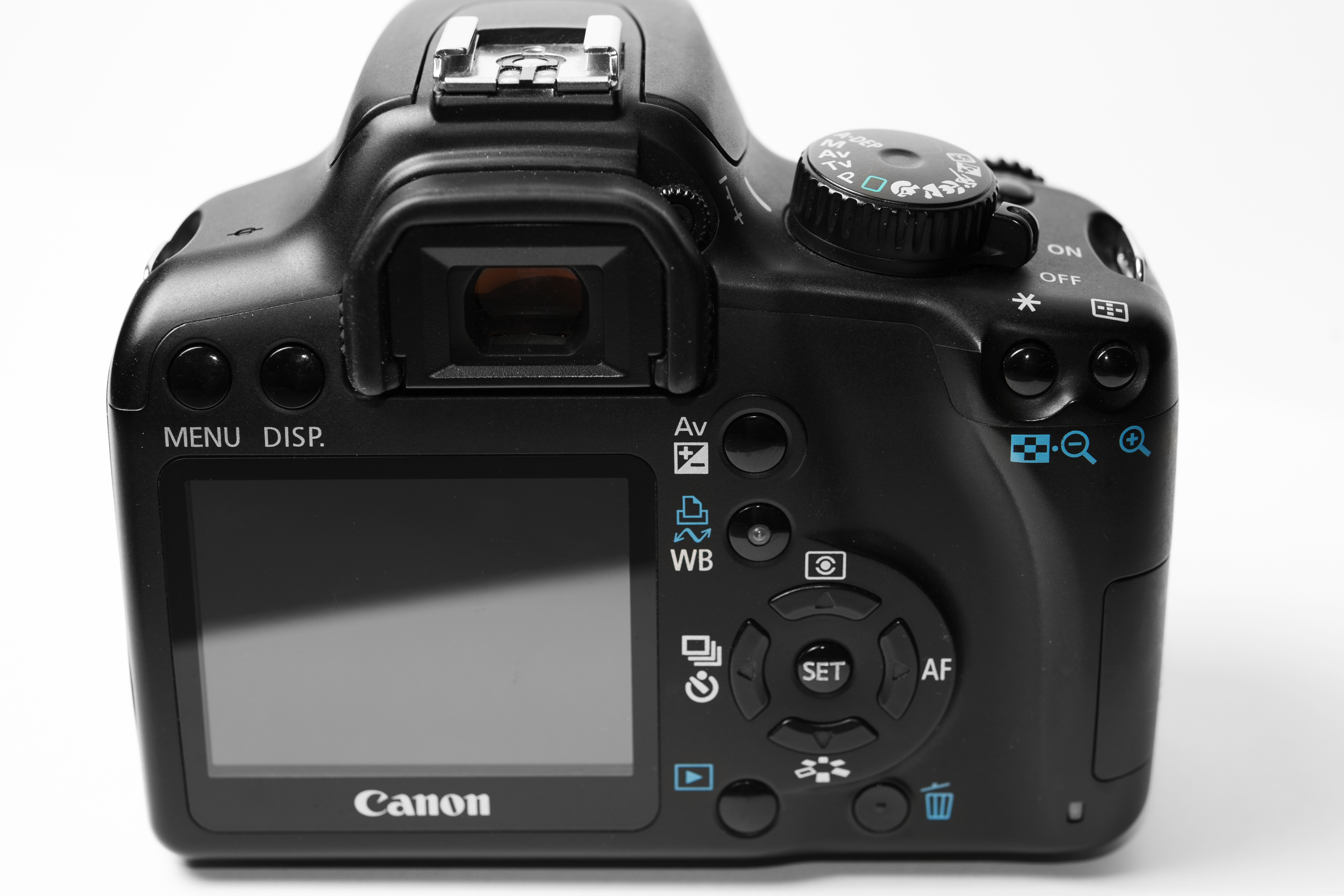
Canon EOS 1000D

## Característiques
Les característiques més destacades d'aquesta càmera són les següents:
- Sensor CMOS de 10,1 megapíxels
- Mida del sensor: APS-C (22x14 mm)
- Factor de retall: 1.6x
- Procesador: DIGIC III
- Pantalla LCD de 2.5" i 230.000 píxels
- Live View
- Sensibilitat ISO: 100-1600
- 7 punts AF tipus creu
- Disparo continu de 3 fotogrames per segon
- Muntura EF/EF-S
- Bateria LP-E5, aprox. 190-600 dispars sense flaix o 180-500 amb el 50% de l'ús del flaix.
- Pes aproximat 502g (amb la bateria)

## Inclòs a la caixa[6]
- Cos de la Canon EOS 1000D
- Objectiu EF-S 18-55mm f/3.5-5.6 IS
- Ocular EF
- Corretja per la càmera EW-100DBV
- Bateria LP-E5
- Carregador de bateria LC-E5
- Tapa d'objectiu E-58
- Tapa posterior d'objectiu E
- Cable d'alimentació
- Cable USB 2.0
- Manual d'usuari
- CD: Canon Digital Camera Solutions

## Accessoris compatibles
- Tots els objectius amb muntura EF / EF-S
- Flaixos amb muntura Canon
- Targetes de memoria SD, SDHC i MMC